# بند قراء
بند قرا هي قرية في مقاطعة كوهسرخ، إيران. عدد سكان هذه القرية هو 1,005 في سنة 2006.

## المعالم الوطنية
- حمام بند قراء
- تل بشت بشتة